# Frankovska
Frankovska (nemško Franken ali Frankenland) je regija v Nemčiji s svojo kulturo in svojim jezikom, ki je podoben narečju v Vzhodni Frankovski, frankovščini. Pogosto se nanaša na vzhodni del zgodovinske vojvodine Frankovske, ki danes vključuje večino sodobnih bavarskih upravnih območij Spodnje, Srednje in Zgornje Frankovske, sosednji severovzhodni del Heilbronna - Frankovske v Baden-Württembergu, del Turingije južno od grebena Rennsteig in majhen del Hessna, a območje Frankovske ni uradno opredeljeno.
Nemška beseda Franken – frankovski – se nanaša na skupino ljudi v tej regiji. Treba jih je razlikovati od germanskega plemena Franki, ki so zgodovinsko oblikovali vzhodna območja naselitve. Začetki Frankovske so naselje Frankov iz 6. stoletja na območju, ki je bilo do takrat verjetno poseljeno v glavnem z germanskimi ljudstvi na območju reke Majne, znanimi iz 9. stoletja kot Francia orientalis. V srednjem veku je regija oblikovala velik del vzhodnega dela vojvodine Frankovske in od 1500 frankovski krog.  Pri prestrukturiranju južne nemške države, ki jo je izvedel Napoleon po propadu Svetega rimskega cesarstva, je bila večina Frankovske priključena Bavarski. 

## Etimologija
Nemško ime za Frankovsko, Franken, prihaja iz dajalnika množinske oblike Franke, član germanskega plemena, znanega kot Franki.  V onomastiki se v glavnem sklicujejo na knjigo zgodnjesrednjeveškega učenjaka, svetega Izidorja Seviljskega (okoli 560–636). Navajajo, da ime izhaja iz indogermanskega korena *(s)p(h)ereg- ('požrešen' ali 'divji' ). Ta zlog je tudi v srednjenizozemskem vrac, 'požrešen', in staronorveškem frakkr, 'hitro, krepko', in pomeni nekaj takega kot 'pogumen, hraber, drzen'. Od 9. stoletja se geografsko ime ni več sklicevalo na celotno Francijo, ampak bolj na regijo ob reki Majni, kjer se je ime dokončno obdržalo.
Nemška beseda frank v smislu 'prost' pa nasprotno ni izviren opis Frankov, ampak se je pojavila, ko so vladali Merovingi v poromanjeni kneževini Frankov. Šele v 15. stoletju je bila nemška beseda frei (prost) sposojena pri Francozih. 

## Geografija
Frankovska leži predvsem na Bavarskem, severno in južno od reke Majne, ki skupaj z levim (južnim) pritokom Regnitz, Rednitz in Pegnitz odmakajo večino Frankovske. Druge velike reke so zgornja Werra v Turingiji in Tauber, zgornja Jagst in Kocher, ki tečeta na zahod, desna pritoka reke Neckar. V južni Srednji Frankovski teče Altmühl proti Donavi; Kanal Ren–Majna–Donava prečka evropsko razvodje. Okrožje umetnih jezer je postalo priljubljen cilj za izletnike in turiste.
Za pokrajino so značilne številne srednjegorske verige nemškega Srednjega višavja. Zahodna naravna meja Frankovske sta gori Spessart in Rhön, ki jo ločujeta od nekdanje Renske Frankovske, dežele okoli Aschaffenburga (uradno del Spodnje Frankovske), katere prebivalci govorijo hesensko narečje. Na severu se dvigajo greben Rennsteig in Turingijski gozd, Turingijsko višavje in Frankovski gozd na meji z deželo Zgornja Saška v Turingiji. Frankovska obsega današnja južna turingijska okrožja Schmalkalden - Meiningen, Hildburghausen in Sonneberg, zgodovinski gau (območje v grofiji) Grabfeld, ki je od 11. stoletja pripadal dinastiji Henneberg, in del vojvodine Saška - Meiningenska z dinastijo Wettin.
Na vzhodu so Fichtelgebirge, Vogtland, Egerland (Chebsko) na Češkem in bavarska Zgornja Pfalška. Griči Frankovske Jure na jugu označujejo mejo z Zgornjo Bavarsko (Altbayern), zgodovinsko Švabsko in Donavsko kotlino. Del Frankovske so tudi severni deli Zgornje Bavarske, okrožje Eichstätt, območje zgodovinske škofije Eichstätt.
Na zahodu vključuje območje Tauber ob reki Tauber, ki je od leta 2014 del okrožja Main-Tauber-Kreis v Baden-Württembergu.
Največji mesti sta Nürnberg in Würzburg. Čeprav sta na jugovzhodnem robu območja, je metropolitansko območje Nürnberga pogosto opredeljeno kot gospodarsko in kulturno središče Frankovske. Druga mesta so še Fürth, Erlangen, Bayreuth, Bamberg, Aschaffenburg, Schweinfurt, Hof, Coburg, Ansbach in Schwabach. Glavni frankovski mesti na  vzhodu v Baden-Württembergu sta Schwäbisch Hall ob reki Kocher in Crailsheim ob reki Jagst. Glavni mesti v Turingiji sta Suhl in Meiningen.
- Rothenburg ob reki Tauber je med najbolj znanimi mesti v Frankovski
- Walberla
- Vodno kolo na reki Regnitz
- Nürnberg je največje mesto v Frankovski

### Upravne enote
Frankovska je razdeljena na dežele Hessen, Turingija, Bavarska in Baden-Württemberg. Največji del po številu prebivalcev in površini pripada svobodni deželi Bavarski in je razdeljena na tri pokrajine (Regierungsbezirke): Srednja Frankovska (glavno mesto Ansbach), Zgornja Frankovska (glavno mesto Bayreuth) in Spodnja Frankovska (glavno mesto Würzburg). Ime provinc se nanaša na njihov položaj ob reki Majni. Zgornja Frankovska leži ob zgornjem toku reke, Spodnja ob njenem spodnjem toku in Srednja vmes, čeprav Majna sama ne teče čez Srednjo Frankovsko. Manjši deli pokrajin, kot sta Zgornja Pfalška in Zgornja Bavarska, prav tako spadajo v Frankovsko.
Frankovska ozemlja Baden-Württemberga so območja Tauberske Frankovske in Hohenloha, ki spadata v regijo Heilbronn-Frankovsko s sedežem v Heilbronnu, in območje okoli Buchna v regiji  Rhein-Neckar, deli Turingije (Henneberg-Frankovska) in deli Hesna, kot je del okraja Fulda (provinca Kassel) in Odenwaldkreis (provinca Darmstadt) ali ležijo na meji z Bavarsko in Turingijo.

### Reke in jezera
Dve najpomembnejši reki v regiji sta Majna in njen glavni pritok Regnitz. Med pritoki teh dveh rek v Frankovski so Tauber, Pegnitz, Rednitz in Frankovska Saale. Druge večje reke v regiji so še Jagst in Kocher v Hohenlohu - Frankovski, ki je pritok reke Neckar severno od Heilbronna v Baden-Württembergu, Altmühl in Wörnitz v Srednji Frankovski, pritoka Donave, ter v zgornjem in srednjem toku reka Werra ter desni pritok Weser. Na severovzhodu Zgornje Frankovske izvirata dva leva pritoka Labe: Saška Saale in Eger.
Kanal Majna–Donava teče čez Frankovsko od Bamberga prek Nürnberga do Kelheima. Prav tako se navezuje na Ren in pomaga zagotoviti neprekinjeno plovno pot med Severnim in Črnim morjem. Nekaj je manjših, naravnih jezer. Med največjimi vodnimi telesi so rezervoarji, ki se večinoma uporabljajo kot zaloga vode za sorazmerno suho pokrajino. To območje se imenuje jezersko okrožje, ustanovljeno je bilo leta 1970 in je tudi turistično privlačno. Srce teh jezer je Großer Brombachsee s površino 8,7 km², ki je največje vodno telo v Frankovski.

### Hribi, gore in planote
Frankovsko pokrajino obvladuje osrednja visoka planota. Na jugovzhodu je zaščitena pred preostale Bavarsko s Frankovsko Juro. Na vzhodu sestavljajo mejo Fichtelgebirge; na severu delajo nekakšno naravno pregrado Frankovski gozd (Frankenwald), Turinški gozd (Thüringerwald), Rhön in Spessart. Na zahodu so Frankonski hribi (Frankenhöhe) in Švabski-Frankovski gozd (Schwäbisch-Fränkische Waldberge). V frankovskem delu južnega Hesna je Odenwald. Deli južnega Turinškega gozda so tudi meja Frankovske. Najpomembnejše sredogorje v notranjosti regije sta Steigerwald in Frankovska Jura s svojima verigama Hahnenkamm in Frankovska Švica. Najvišja gora je Schneeberg v Fichtelgebirgu, visoka 1051 m. Druge znane gore so Ochsenkopf (1024 m), Kreuzberg (927.8 m) in Hesselberg (689,4 m). Osamelca v regiji sta Hesselberg in Gleichberge. Najnižja točka je ob reki Majni v občini Kahl ob Majni na nadmorski višini 100 metrov. 

### Gozdovi, rezervati, rastlinstvo in živalstvo
Med rastlinami prevladujejo listavci in iglavci. Naravni gozdovi so predvsem na območjih Spessart, Frankovski gozd, Odenwald in Steigerwald. Nürnberški državni gozd (Reichswald) je še en velik gozd v metropolitanski regiji Nürnberg. Druga velika območja gozdov so še Mönchswald, Reichsforst v Fichtelgebirgu in Selber Forst. V rečnih dolinah ob reki Majni in reki Tauber je razvito vinogradništvo. V Spessartu so tudi veliki hrastovi gozdovi. Razširjena so tudi travišča na karbonatnih tleh, ki se v glavnem uporabljajo za pašnike. Še posebej v južni Frankovski Juri, dolini Altmühl, so značilne slabe vrste trav. Mnoge od teh krajev so zaščitili kot zavarovana območja.
Frankovska ima več regij s peščenimi habitati, ki so enkratni v južni Nemčiji in so zaščiteni kot tako imenovana Sandachse Franken. Ko so zgradili rezervoar Altmühlsee, je bil zgrajen tudi otok ptic in označen kot naravni rezervat. V njem gnezdijo različne ptice. Drug pomemben rezervat je Schwarze Moor v Rhönu, ki je med najpomembnejšimi barji v srednji Evropi.  Znan rezervat je skalni labirint Luisenburg (Luisenburg-Felsenlabyrinth) v Wunsiedelu, morje granitnih blokov. Ustanovitev prvega narodnega parka v Steigerwaldu je sporna, njegovo imenovanje je julija 2011 zavrnila bavarska vlada. Razlog je bilo nasprotovanje lokalnega prebivalstva. Naravovarstveniki so zdaj zahtevali zaščito delov Steigerwalda kot svetovne dediščine.  Naravni park pa je od leta 1969 Naravni park dolina Altmühl in je eden največjih v Nemčiji. 
Drugi naravni parki so Švabski-Frankovski gozd (Schwäbisch-Fränkischer Wald) v Baden-Württembergu, Bayerische Rhön, Fichtelgebirge, Frankenhöhe, Frankovski gozd (Frankenwald), Fränkische Schweiz-Veldensteiner Forst, Haßberge, Spessart in Steigerwald, tudi naravni park Bergstraße-Odenwald na Bavarskem, Baden-Württembergu in Hesnu. Naravni parki pokrivajo skoraj polovico površine Frankovske. 
Leta 1991 je UNESCO priznal Rhön kot biosferno območje.  Med najslikovitejšimi geotopi na Bavarskem so frankovska območja Fossa Carolina, skale Dvanajst apostolov (Zwölf-Apostel-Felsen), Ehrenburg, jamske ruševine Riesenburg in jezero Frickenhäuser.  Evropsko pomembni rezervati za ptice so predvsem v Steigerwaldu, v velikih gozdovih, kot je nürnberški cesarski gozd ali ob rekah, kot je Altmühl.  So tudi številna posebna ohranitvena območja in zavarovana krajina. Tu je zelo veliko lehnjaka, dvignjenih korit v bližini rečnih izvirov v kraški pokrajini, ki so znani kot "kamniti žlebovi" (Steinerne Rinnen). Zaščiteni primeri so v Heidenheimu in Wolfsbronnu.
Kot velik del Nemčije je tudi tukaj samo nekaj velikih vrst divjih živali. Gozdni prebivalci so različne vrste kun, damjaki, jeleni, srne, divji prašiči in lisica. V naravnih okoljih, kot je Fichtelgebirge, živita ris, divji petelin, bober in vidra sta številčna. Občasno se pojavi volk. 

### Geologija
Le v skrajnem severovzhodu Frankovske in Spessartu so hercinski izdanki v kristalinski podlagi, ki so bili dvignjeni izpod površja, ko so Alpe  pritiskale proti severu. To so kamnine pred permom, ki so bile izpostavljene v različnih fazah hercinske orogeneze v poznem paleozoiku  pred približno 380 do 300 milijoni let. Skale, ki so ostale nespremenjene ali pa le rahlo preoblikovane, ker so bile poškodovane na plitvih globinah skorje, so spodnji karbonski skrilavci. V Fichtelgebirgu, na Münchberški planoti in Spessartu je nasprotno še več metamorfnih kamnin (filit, skrilavec, amfibolit, gnajs). Prav tako so značilne tudi velike granitne skale, imenovane pokinematični plutoni, ki so v pozni fazi hercinske orogeneze vdrli v metamorfne kamnine. V večini primerov so to graniti vrste S, katerih tališče je povzročilo ogrevanje kamnine, pogreznjene globoko v zemeljski skorji. Spessart pripada osrednjemu nemškemu kristalinskemu območju. 
Večji del plitvega podzemlja v Frankovski ima mezozojske, nemetamorfne, neprepognjene kamnine južnonemške plastovite pokrajine.  V zahodnih dveh tretjinah Frankovske prevladuje trias s svojimi peščenjaki, meljevci in glinenci; apnenci in laporji v školjčnih apnencih in mešanih usedlinskih kamninah iz poznega triasa. V Rhönu so triasne kamnine na površju, v njih pa vdrte vulkanske kamnine (bazalt, basanit, fonolit in trahit) iz terciarja. V vzhodni tretjini Frankovske prevladujejo jurske kamnine s temnimi skrilavci črne jure, skrilavci in železovi peščenjaki v rjavi juri in za preperevanje odporni apnenci in dolomitne skale bele jure, ki izstopajo iz pokrajine in so dejansko greben Frankovske Jure.
Mezozojski sedimenti so bili odloženi na obsežnih območjih. V triasu je bila Frankovska del depresije, pogoste na celini, v juri je bila večino časa pokrita z robnim morjem zahodnega oceana Tetis. Ko so se odlagali apnenci in dolomiti bele jure, je bilo to morje razdeljeno z grebeni in vmesnimi lagunami. Večina Frankovske Jure je iz drobnozrnatega lagunskega apnenca ter laporja. Po upadu gladine morja proti koncu zgornje jure so večja območja postala del kopnega na začetku krede. V zgornji kredi je morje napredovalo do območja Frankovske Jure. Ob koncu krede pa se je morje spet umaknilo iz regije. Poleg tega je velik del južne in srednje Nemčije doživel splošen dvig na območjih zaradi nastajanja Alp med terciarjem. Od takrat je Frankovska v glavnem pod vplivom erozije in preperevanja (zlasti v Juri v obliki krasa), kar je povzročilo nastanek današnje pokrajine.

#### Fosili
Najstarejši makrofosili, ki so tudi najstarejši na Bavarskem, so Archaeocyatha, spužve v obliki morskih organizmov, ki so bile odkrite  leta 2013 v apnenčastem bloku pozne spodnje kambrijske starosti, stari okoli 520 milijonov let. Blok je iz bližine Schwarzenbacha am Wald iz tako imenovanega konglomerata, spodnjekarbonskega fliša. Navedene spužve niso tridimenzionalni fosili, ampak dvodimenzionalni tanki odseki. 
Bolj znani in bolj cenjeni fosili so bili najdeni v razprtih sedimentnih kamninah triasa in jure. Zgodnjetriasni peščenjak ima le sorazmerno število ohranjenih celih fosilov. Veliko pogostejši je odtis Chirotheriuma. Našli so ga v Hildburghausnu v turinškem delu, kjer se pojavlja v tako imenovanem turinškem peščenjaku Chirotherium, ki je tudi v bavarskih in württemberških delih Frankovske. Mesta so Aura v bližini Bad Kissingena, Karbacha, Gambachain Külsheima. Tam so sedimenti nekoliko mlajši (zgornjetriasni peščenjak). Med manj pomembnimi fosilnimi zapisi vretenčarjev so Procolophonoidea Anomoiodon liliensterni iz Reurietha in Koiloskiosaurus coburgiensis iz Mittelberga v bližini Coburga, oba iz turinškega chirotherium peščenjaka in Temnospondyli Mastodonsaurus ingens (verjetno enak mastodonzavru Heptasaurus cappelensis) iz zgornjega triasa pri Gambachu. 
Že v prvem desetletju 19. stoletja je grof Georg Münstrski začel sistematično zbirati in kopati fosile okoli Bayreutha. Hrib Oschenberg blizu Lainecka je na primer nahajališče dveh sorazmerno znanih morskih plazilcev iz obdobja triasa, pozneje najdenih tudi v drugih delih srednje Evrope: ploščatozobi kuščar – Placodus in nepravi kuščar – Nothosaurus. 
Iz srednjepoznega triasa so eni najbolj znanih in najpogostejših vrst dinozavrov srednje Evrope: Plateosaurus engelhardti, zgodnji predstavnik zavropodomorfa. Nahajališče je na Heroldsbergu južno od Nürnberga. Ostanke so tam prvič odkrili leta 1834, še preden so izumili ime dinozaver. Druga pomembna najdba plateozavra je bila iz Ellingena.
Veliko bolj znan je arheópteriks, verjetno prva ptica. Odkrili so ga v južni Frankovski Juri, med drugim na znamenitem fosilnem kraju Solnhofen. Poleg tega so v zelo drobnozrnatem, laminiranem lagunskem apnencu našli pterozavra Pterodactylus in različne koščene ribe kot tudi številne izjemno podrobne nevretenčarje, npr. pernate zvezde in kačje pastirje. Eichstätt je drugo veliko in znano nahajališče fosilov v Solnhofnu, ki je na južnem robu Jure v Zgornji Bavarski. Najdeni so bili: praptič ali arheopteriks, teropodi (dinozavri) – Compsognathus' in Juravenator.
V zgodovini paleontologije je znan zelo neprijeten dogodek v Frankovski: ponarejene fosile, znane kot Beringerjevi lažni kamni (Würzburger Lügensteine, tudi Beringersche Lügensteine), je leta 1720 zdravnik in naravoslovec Johann Beringer za veliko denarja kupil v Würzburgu, jih potem opisal v monografiji skupaj z izvirnimi fosili z območja Würzburga. Ni povsem jasno, ali so bili Beringerjevi ponaredki dejansko zasajeni ali je bil odgovoren za goljufijo sam. 

## Zgodovina

### Zgodnja zgodovina in antika
Fosilne najdbe kažejo, da je regijo naseljeval že primitivni človek, homo erectus, v sredini ledene dobe pred približno 600.000 leti. Verjetno so najstarejše človeške ostanke v bavarskem delu Frankovske našli v jamskih ruševinah Hunas v Pommelsbrunnu v okrožju Nürnberg.  V pozni bronasti dobi je bila regija verjetno le redko naseljena, saj so našli le nekaj ostankov iz plemenitih kovin. V naslednji železni dobi (od približno 800 pr. n. št.) so Kelti osnovali prvo državo v regiji. V severni Frankovski so zgradili verigo gradišč kot obrambno črto proti Germaniji, ki je napadala s severa. Na Staffelbergu so zgradili močno naselje, za katero je Ptolemaj uporabljal ime oppidum Menosgada. Na Gleichbergu je največji ohranjen opidum v osrednji Nemčiji. S širjenjem Rima v prvem stoletju pr. n. št. in hkratnem prodoru elbskih germanskih ljudstev s severa je keltska kultura začela propadati. Južni del današnje Frankovske je kmalu postal del rimskega imperija, a je večina regije ostala svobodna Germanija. Sprva je Rim poskušal razširiti svoj neposredni vpliv daleč na severovzhod, dolgoročno pa se je germansko-rimska meja oblikovala proti jugozahodu. 
Ko so vladali Domicijan (81–96), Trajan (98–117) in Hadrijan (117–138), je bil zgrajen retijski limes kot meja proti germanskim plemenom na severu. Ta obrambna črta je tekla po jugu Frankovske in opisala lok po vsej regiji, katere najsevernejša točka je bila na današnjem Gunzenhausnu. Da bi ga zaščitili, so Rimljani zgradili več utrdb, kot je Biriciana na Weißenburgu. Sredi 3. stoletja ni bilo več mogoče ohraniti meje in 250 pred našim štetjem so Alemani zasedli območja do Donave. Utrjeno naselje, kot je bil Gelbe Burg pri Dittenheimu, je nadzorovalo nova območja. Več takih utrdb je bilo odkritih severno od nekdanjega limesa. Kateremu plemenu so pripadale, je znano za večino primerov. Verjetno pa so bile v glavnem last Alemanov in Jutungov, posebej na jugu. Po drugi strani pa so se Burgundijci naselili na spodnjem in srednjem delu Majne. Zdi se, da so bila mnoga gradišča uničena najpozneje do 500 pred našim štetjem, razlogi niso povsem jasni, vendar bi lahko bili vpadi Hunov, ki so sprožili veliko preseljevanje narodov. V mnogih primerih so jih verjetno osvojili Franki, kar je pomenilo konec teh postojank.

### Srednji vek
Franki so s svojimi zmagami nad Alemani in Turingijci v 6. stoletju osvojili sedanjo regijo Frankovsko. Po delitvi frankovskega cesarstva je Vzhodnofrankovska država (latinsko regnum francorum orientalium) nastala iz ozemlja škofij Mainz, Worms, Würzburg in Speyer. Pozneje je bila dodana še škofija Bamberg. V 7. stoletju so Slovani začeli naseljevati severovzhodne dele regije z vzhoda, saj je bilo območje današnje Zgornje Frankovske zelo redko poseljeno (Bavarska Slavika). Večina prebivalstva Frankovske so bili pogani tudi v zgodnjem srednjem veku. Irski anglosaški menihi so v začetku 7. stoletja prvi širili krščansko vero. Sveti Kilijan skupaj s svojimi tovariši, svetim Kolmanom in svetim Totnanom velja za apostole Frankov, ki so trpeli mučeništvo v Würzburgu v poznem 7. stoletju. Sveti Bonifacij je prinesel krščansko vero globoko v srce navadnega prebivalstva Frankovske. 
Sredi 9. stoletja je nastala vojvodina Frankovska iz enega od petih plemen ali matična vojvodina Vzhodnofrankovska država. Ozemlje matične vojvodine je bilo veliko večje od sodobne Frankovske in je zajemalo celotno današnjo deželo Hessen, severni Baden-Württemberg, južno Turingijo, velik del Porenja - Pfalške in dele frankovskih provinc na Bavarskem. Na zahodu se je raztezala do Speyerja, Mainza in Wormsa (zahodno od Rena) in celo vključevala Frankfurt. V začetku 10. stoletja so se Babenberžani in Konradini borili za oblast v Frankovski. Razdor je povzročil maščevanje Babenberžanov, ki so na koncu izgubili moč in posredno naredili Konradine za zmagovalce vzhodnofrankovske države. Okoli leta 906 je Konradu uspelo vzpostaviti vojvodsko hegemonijo nad Frankovsko. Ko pa se je leta 911 končala neposredna karolinška moška linija, je bil izvoljen nov skupni vzhodnofrankovski kralj kot Konrad I. Konrad je namenil Frankovsko svojemu bratu Eberhardu, ki naj bi jo podedoval po njem. Ko pa se je leta 938 uprl Otonu I., je bil odstavljen iz svoje vojvodine, ki je leta 939 ob Eberhardovi smrti razpadla v Zahodno ali Rensko Frankovsko (Francia Rhenensis) in Vzhodno Frankovsko (Francia Orientalis), ki je bila neposredno podrejena cesarju. Šele po tem je nekdanja Francia Orientalis postala v območju škofov iz Würzburga prava Frankovska, njeno ozemlje pa se je postopno zmanjšalo do njene sedanje velikosti.
Prebivalci delov današnje zgornje in srednje Frankovske, ki niso bili pod nadzorom Würzburga, so se verjetno tudi sami šteli za Franke. Njihovo narečje se je prav gotovo razlikovalo od narečja prebivalcev Bavarske in Švabske. 
V primerjavi z drugimi matičnimi vojvodinami je Frankovska postala domovina in močno oporišče vzhodnofrankovskih in nemških kraljev, potem ko je umrl zadnji Oton (nemški cesarji Otoni) leta 1024. V visokem srednjem veku ni postala močna regionalna sila, kot so bile Saška, Bavarska in Švabska. Leta 1007 je pozneje kanonizirani Henrik II. ustanovil škofijo Bamberg in jo obdaril z bogatimi posestvi. Bamberg je postal pomembna pfalca in pomembno središče cesarstva. Ker je del škofije Würzburg prav tako pripadel Bambergu, je Würzburg v zameno v fevd dobil več kraljevih posesti.
Od 12. stoletja je bil Nürnberški grad sedež grofije Nürnberg. Grofiji so od okoli 1190 dalje vladali Zollerni, frankovska veja poznejše družine Hohenzollern, ki je zagotavljala nemške cesarje  19. in 20. stoletja. Pod kraljem Konradom III. Staufovcem in  Friderikom Barbarosso je Frankovska postala središče moči v cesarstvu. V obdobju medvladja (1254–1273) so nekateri zemljiški knezi postajali vedno močnejši. V obdobju Rudolfa Habsburškega je Frankovska spet igrala pomembno vlogo v monarhiji. Leta 1376 je bila ustanovljena Švabska liga mest, ki se ji je pridružilo več cesarskih mest Frankovske. V 13. stoletju je nastal tevtonski viteški red, ki je prevzel Frankovsko leta 1209. Ustanovili so številne šole in bolnišnice in zgradili številne cerkve in gradove, v njih je bil rimskokatoliški vojaški red. Do leta 1789 so imel rezidenco v Ellingenu, nato pa je bila prenesena v današnji Bad Mergentheim.

### Države naslednice Vzhodne Frankovske
Od 13. stoletja so med drugimi na ozemlju nekdanje vojvodine nastale države:
| - Škofija Würzburg - Opatija Fulda - Grofija Abenberg - Grofija Henneberg - Grofija Hohenlohe - Grofija Lauffen | - Grofija Löwenstein - Grofija Rieneck - Grofija Truhendingen - Grofija Vaihingen - Grofija Wertheim - Grofija Wildberg |  |

### Sodobna doba
2. julija 1500 je bilo cesarstvo, ko je vladal cesar Maksimilijan I., v okviru cesarskega reformnega gibanja  razdeljeno na cesarska okrožja (Reichskreis). Leta 1512 je nastalo Frankovsko okrožje, ki je bilo pomembna podlaga za skupno frankovsko identiteto, ki se čuti še danes. Frankovsko okrožje je bilo oblikovano v geografskih mejah današnje Frankovske. V poznem srednjem veku in zgodnjem novem veku so cesarska okrožja močno prizadela kopico majhnih državic (Kleinstaaterei)  v tej regiji Nemčije. V poznem srednjem veku je škofija Würzburg uporabljala ime vojvodina Frankovska, ko so bila cesarska okrožja. Leta 1559 je Frankovsko okrožje dobilo pristojnosti za kovanje denarja (Münzaufsicht) in leta 1572 je bilo edino okrožje z izdanim lastnim policijskim odlokom. 
Člani Frankovskega okrožja so bila cesarska mesta, knezoškofi, okrožje frankovskega  tevtonskega reda in več grofij. Cesarski vitezi s svojimi majhnimi ozemlji, še posebej veliko jih je bilo v Frankovski, so zborovali zunaj okrožja in so do leta 1806 ustanovili Frankovsko viteško okrožje (Fränkischer Ritterkreis), sestavljeno iz šestih viteških kantonov. V 16. stoletju je bil ustanovljen kolegij frankovskih grofov za zastopanje interesov grofov v Frankovski. 
Frankovska je imela  pomembno vlogo pri širjenju reformacije, ki jo je začel Luter, Nürnberg pa je eden od krajev, v katerih je Luter tiskal Biblijo. Večina drugih cesarskih mest in cesarskih vitezov je sprejela novo vero. Med protireformacijo se je več regij vrnilo v katolicizem, vse več je bilo čarovniških procesov. Poleg luteranstva se je razširilo gibanje radikalnih reformistov – baptistov. Pomembni središči sta bili Königsberg in Nürnberg. 
Leta 1525 je breme težkih obdavčitev in najemnin v kombinaciji z novimi, svobodomiselnimi idejami, podprtimi z reformacijskim gibanjem, sprožilo nemške kmečke vojne. Območje Würzburga je bilo še posebej prizadeto, saj so številne gradove in samostane požgali. Na koncu so bili upori zatrti in v naslednjih stoletjih so bili najnižji sloji družbe izključeni iz političnega delovanja.
Od leta 1552 je mejni grof Albert Alkibiades poskušal prekiniti prevlado mogočnega cesarskega mesta Nürnberg in sekularizirati cerkvene posesti v drugi vojni mejne grofije  ter ustvariti vojvodino, v kateri bi vladal. Velika območja Frankovske so bila na koncu opustošena, dokler ni kralj Ferdinand I. strmoglavil skupaj z več vojvodami in knezi Alberta.
Leta 1608 so se reformirani knezi združili v tako imenovani protestantski zvezi v okviru cesarstva. V Frankovski sta bili grofiji Ansbach in Bayreuth, pa tudi cesarska mesta, del te zveze. Katoličani so se leta 1609 odzvali z nasprotno katoliško zvezo. Spori med dvema taboroma so privedli do tridesetletne vojne. Sprva Frankovska ni sodelovala v vojni, čeprav so vojske večkrat prečkale njeno ozemlje. Leta 1631 so švedski vojaki pod vodstvom Gustava Adolfa napredovali v Frankovsko in poleti 1632 ustanovili velik tabor v bližini Nürnberga. Švedi so izgubili v bitki pri Alte Veste proti Wallensteinovim vojakom in se na koncu umaknili. Frankovska je postala ena najrevnejših regij v cesarstvu in izgubila svoj politični pomen. Med vojno je približno polovica lokalnega prebivalstva izgubila življenje. Za nadomestitev teh izgub so okoli 150.000 razseljenih protestantov naselili na protestantskih območjih skupno z avstrijskimi izgnanci. 
Frankovska se ni nikoli razvila v enotno teritorialno državo, saj je mozaik majhnih držav (Kleinstaaterei) preživel srednji vek in trajal do 18. stoletja. Frankovsko cesarsko okrožje je imelo pomembno nalogo pri ohranjanju miru, preprečevanju zlorab, skrbelo je za odpravo vojne škode, imelo je tudi urejevalno vlogo v regiji do konca Svetega rimskega cesarstva. Do vojne za špansko nasledstvo je krog postal skoraj neodvisna organizacija in se je pridružil velikemu zavezništvu proti Ludviku XIV. skoraj kot samostojna država. Razvilo je tudi zgodnjo obliko socialne države in med 16. in 17. stoletjem igralo pomembno vlogo pri obvladovanju bolezni. Po odstopu mejnega grofa Karla Aleksandra leta 1792 so bili nekdanji mejni grofiji Ansbach in Bayreuth pripojeni k Prusiji. Karl Avgust Freiherr von Hardenberg je bil imenovan za guvernerja teh območij.
Večina sodobne Frankovske je postala del Bavarske leta 1803 zahvaljujoč Bavarski zvezi z Napoleonom. Kulturno se v marsičem razlikuje od Bavarske. Starodavno ime je leta 1837 obudil Ludvik I. Bavarski.
Leta 1803 je Kraljevina Bavarska, nastala leta 1805, ki se je po oklevanju vključila v Napoleonovo rensko zvezo v skladu z Reichsdeputationshauptschluss, dobila velik del Frankovske (za nadaljevanje glej članek Kraljevina Bavarska).